# Гљивице (град)
Гљивице (пољ. Gliwice) је град у Пољској у Војводству Шлеском. Према попису становништва из 2011. у граду је живело 187.474 становника.
У Гљивицама је рођен фудбалер Лукас Подолски. Године 2019. у овом граду се је догодило такмичење Дечја песма Евровизије.
.

## Становништво
Према прелиминарним подацима са пописа, у граду је 2015. живело 184.415 становника.
| 2002.   | 2011.   | 2012.   |
| ------- | ------- | ------- |
| 203.814 | 187.474 | 186.210 |

## Партнерски градови
- Десау-Рослау
- Ботроп
- Донкастер
- Кежмарок
- Шалготарјан
- Валансјен